# Aurélien Giraud
Aurélien Giraud (ur. 3 lutego 1998 w Lyonie) – francuski skater specjalizujący się w jeździe po streecie, olimpijczyk z Tokio 2020 i z Paryża 2024, mistrz świata.

## Wyniki
| Impreza            | Rok         | Gospodarz      | street |                      |      |       |   |
| ------------------ | ----------- | -------------- | ------ | -------------------- | ---- | ----- | - |
| Impreza            | Rok         | Gospodarz      | street | Igrzyska olimpijskie | 2020 | Tokio | 6 |
| 2024               | Paryż       | 16             |        | Igrzyska olimpijskie |      |       |   |
| Mistrzostwa świata | 2018 (2019) | Rio de Janeiro | 4      |                      |      |       |   |
| Mistrzostwa świata | 2019        | São Paulo      | 31     |                      |      |       |   |
| Mistrzostwa świata | 2021        | Rzym           | 45     |                      |      |       |   |
| Mistrzostwa świata | 2022 (2023) | Szardża        | 01 !   |                      |      |       |   |